# Dicranomyia misera
Dicranomyia misera är en tvåvingeart som beskrevs av Riedel 1921. Dicranomyia misera ingår i släktet Dicranomyia och familjen småharkrankar. Inga underarter finns listade i Catalogue of Life.